# Claude Veillot
Pour les articles homonymes, voir Veillot.
Claude Veillot, né le 29 septembre 1925 à Fontenay-le-Comte dans le département de la Vendée et mort le 21 avril 2008 à La Rochelle dans le département de la Charente-Maritime, est un scénariste et un écrivain français, auteur de romans de littérature pour la jeunesse et de science-fiction.

## Biographie
Claude Julien Veillot exerce la profession de journaliste, parcourant le Sahara à plusieurs reprises pour Le Journal d'Alger, critique de cinéma à Paris-Presse et L'Express avant de publier ses premiers textes de science-fiction, vers 1950, puis le roman d'aventures Nous n'irons pas en Nigéria (1962), rebaptisé 100 000 dollars au soleil, lors de son adaptation au cinéma sous ce titre par Henri Verneuil.
Claude Veillot est également scénariste, essentiellement pour des films policiers, souvent complice du réalisateur Yves Boisset, notamment pour La Femme flic (1980), mais également co-scénariste du gros succès populaire de Robert Enrico, Le Vieux Fusil, avec Philippe Noiret et Romy Schneider, sorti en 1975 et lauréat de trois Césars.

## Œuvre
- Nous n'irons pas en Nigeria, Paris, Denoël, 1962 ; réédition sous le titre 100 000 dollars au soleil, Paris, J'ai lu no 472, 1973
- Les Indiens, la chasse au bison, Paris, O.D.E.J., coll. « Beaux contes » no 20, 1963
- Un refuge en Galilée, Paris, Denoël, 1964
- Les Indiens, Paris, Hachette, 1965 (novélisation d'un feuilleton télévisé)
- Les Indiens, la guerre contre Warapa, Paris, Éditions des Deux coqs d'or, 1965
- L'Homme à la carabine : Trois étrangers dans la ville. Au pays de la soif , Paris, Hachette, coll. « Bibliothèque verte » no 299, 1966
- Misandra, Paris, J'ai lu no 558, 1974 (recueil de nouvelles)
- La Machine de Balmer, Paris, J'ai lu no 807, 1978
- Le Pique-bourrique, Paris, Fleuve noir, coll. « Engrenage » no 118, 1985

Claude Veillot a écrit deux romans avec Jean-Michel Thibaux :
- L'Enfant qui venait du froid, Paris, Presses de la Cité, 1993
- Les Maîtres du Jeu, Paris, éditions Ramsay, 1998

Ce dernier roman marque la fin de son œuvre dans un genre mêlant la science-fiction et l'heroic fantasy.

## Filmographie (scénariste)
- 1964 : Cent Mille Dollars au soleil d'Henri Verneuil
- 1967 : Coplan sauve sa peau d'Yves Boisset
- 1970 : Un condé d'Yves Boisset
- 1971 : L'Albatros de Jean-Pierre Mocky
- 1971 : Le Saut de l'ange d'Yves Boisset
- 1973 : R.A.S. d'Yves Boisset
- 1975 : Le Vieux Fusil de Robert Enrico
- 1975 : Il faut vivre dangereusement de Claude Makovski
- 1977 : Le Juge Fayard dit « le Shériff » d'Yves Boisset
- 1977 : La Question de Laurent Heynemann
- 1979 : Le Mors aux dents de Laurent Heynemann
- 1980 : La Femme flic d'Yves Boisset
- 1981 : Espion, lève-toi d'Yves Boisset
- 1982 : Le Choc de Robin Davis
- 1982 : Tir groupé de Jean-Claude Missiaen
- 1984 : Ronde de nuit de Jean-Claude Missiaen